# Krzyż Ogniowy (Węgry)
Krzyż Ogniowy (węg. Tűzkereszt) – odznaczenie cywilne z czasów regencji Królestwa Węgier, nadawane w latach 1941–1946 za uczestnictwo w II wojnie światowej, nawiązujące do dawnych austro-węgierskich Krzyża Wojskowego Karola i Medalu Rannych. Przeznaczony był wyłącznie dla obywateli węgierskich, nie mogli go otrzymać Żydzi.
Podzielony był na trzy klasy/stopnie (fokozata):
- I Klasa – z wieńcem laurowym wokół środkowego medalionu i mieczami pomiędzy ramionami,
- II Klasa – z posrebrzonym wieńcem laurowym jak wyżej,
- III Klasa – sam krzyż kawalerski na wstążce.

I Klasę (bojową) otrzymywali żołnierze za 12 tygodni na linii frontu, cywile walczący z bronią w ręku, a także jeden najbliższy krewny osoby poległej na polu walki.
II Klasa (wojskowa) przeznaczona była dla żołnierzy, którzy przesłużyli 6 miesięcy na wrogim terytorium, ale nie byli zaangażowani w bezpośrednią walkę z nieprzyjacielem, osoby cywilne pracujące dla armii na terytorium wroga, a także jeden najbliższy krewny osoby zmarłej podczas służby.
III Klasą (cywilną) wynagradzano osoby cywilne i wojskowych wspierających działania wojenne z głębi kraju, żołnierzy tam zmobilizowanych, a także cywili zranionych tam bronią nieprzyjaciela (najrzadziej przyznawana klasa).
Krzyż ten przyznawany był na wstążce identycznej jak bojowa wersja Medalu Pamiątkowego za I Wojnę Światową, tj. białej w zielone prążki, z dwoma połączonymi paskami (czyli biało-czerwoną krawędzią). W przypadku nadania pośmiertnego wstążka była czarna.
Odniesione rany oznaczano na wstążce za pomocą wąskich, niklowych, poziomych listewek o grubości 3 mm (albo pionowych listewek na baretkach). Jeśli ran było 5 lub więcej to do wstążki mocowano nieco szerszą złoconą listewkę o grubości 5 mm z liczbą odniesionych ran. Inwalidzi wojenni otrzymywali dodatkową, pozłacaną oznakę mocowaną do listewki z ukoronowanym monogramem „HR” (hadirokkant – inwalida wojenny).
Rok nadania oznaczano na dolnym ramieniu krzyża na rewersie.

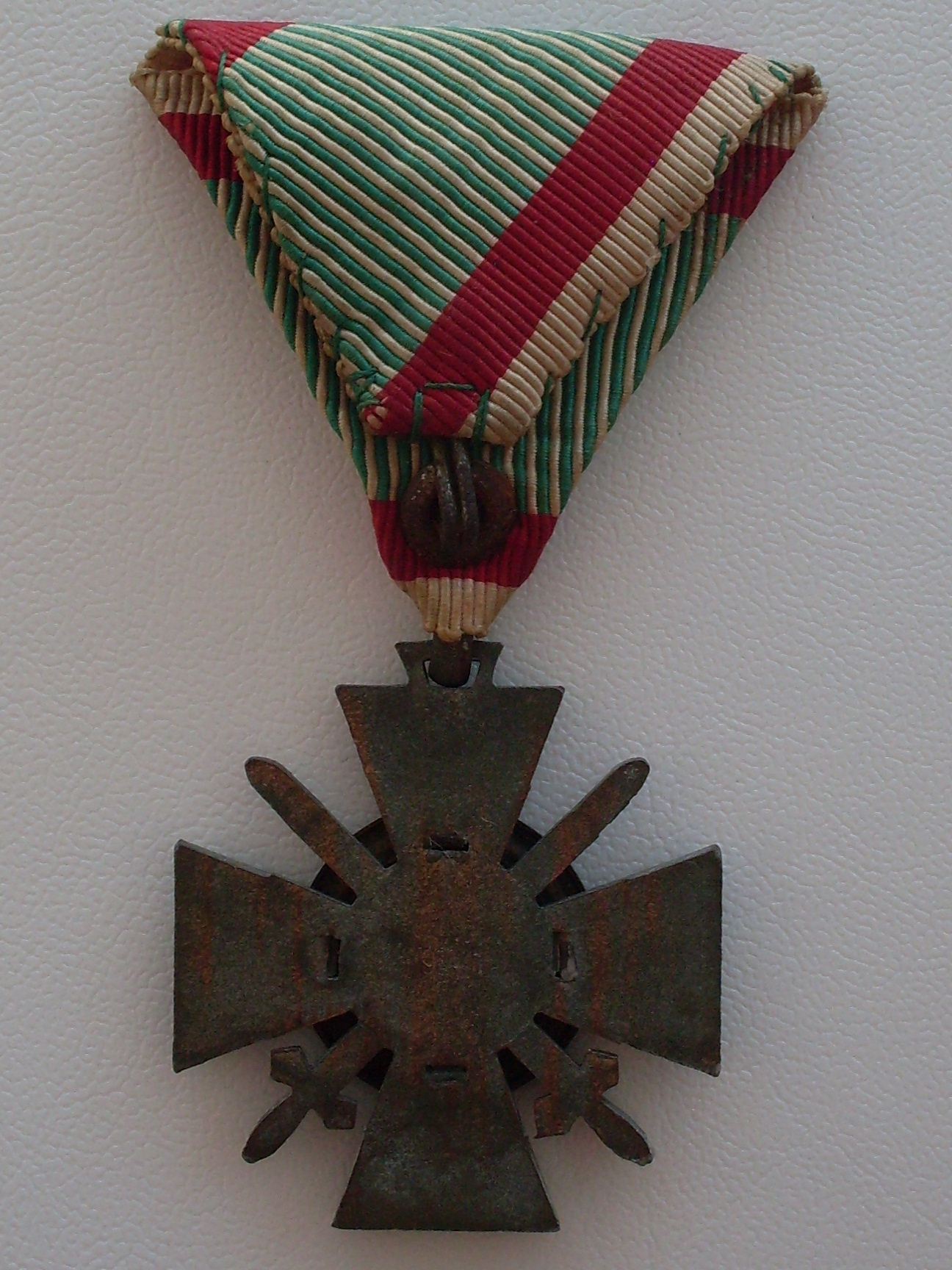
Awers I Klasy
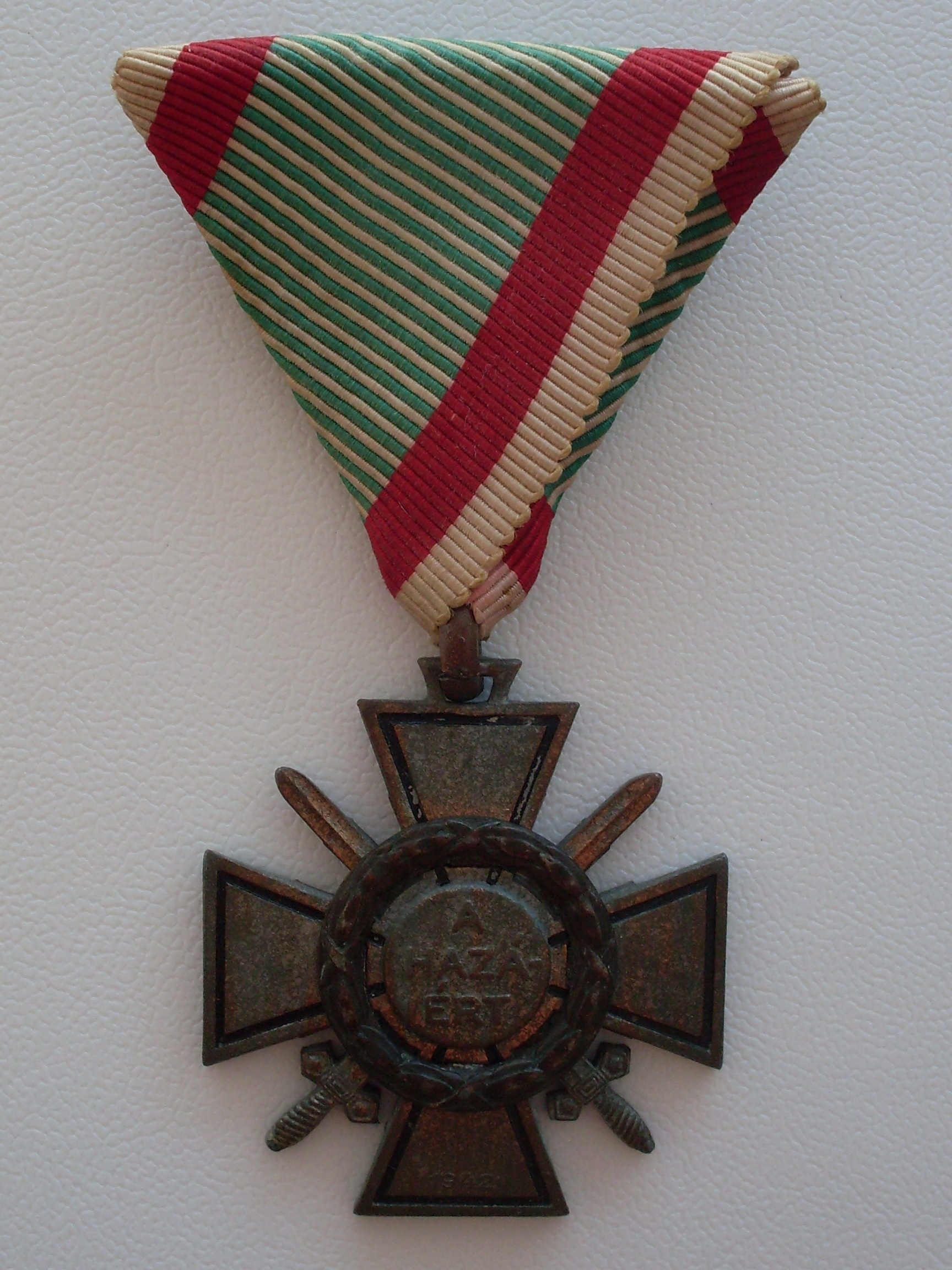
Rewers I Klasy
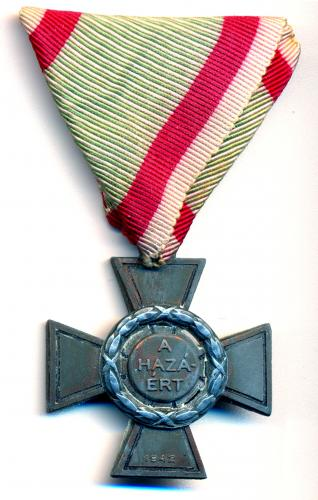
Awers II Klasy